# Marta Flavi
Marta Flavi, pseudonimo di Marta Caterina Fiorentino (Roma, 9 aprile 1951), è una conduttrice televisiva italiana.
È stata molto popolare nella prima metà degli anni novanta, periodo durante il quale conduceva su Canale 5 il talk show pomeridiano Agenzia matrimoniale.

## Biografia

### Anni ottanta e novanta
Ha iniziato la sua carriera sull'emittente laziale Quinta Rete come annunciatrice, presentando anche per tre stagioni consecutive L'ora dei ragazzi, programma per bambini all'interno del quale andavano in onda cartoni animati giapponesi. Fu notata dalla Rai che le propose la conduzione di alcuni programmi per ragazzi. Nel 1986 intraprende una relazione sentimentale con Maurizio Costanzo, con il quale in seguito si sposa Il 7 giugno 1989, divenendo la sua terza moglie. Il matrimonio tra i due ebbe breve durata, terminando con una separazione poco più di un anno dopo, nel dicembre 1990 (in quanto nel gennaio di quello stesso anno Costanzo aveva già avviato una relazione con Maria De Filippi, sua futura quarta moglie), a cui seguì quindi il divorzio nel 1995.
Il programma che le ha dato maggiore fama è stato Agenzia matrimoniale, condotto su Canale 5 per sei anni, dal 1989 al 1995. Lo show era prodotto dal marito; il successo della trasmissione è stato determinato da buoni dati di ascolto e dalla quantità di richieste di partecipazione che giungevano quotidianamente alla redazione del programma. Ciò ha portato, nella stagione 1990-1991, alla nascita di uno spin-off, Ti amo... parliamone, in onda su Canale 5 a seguito di Agenzia matrimoniale e sempre condotto da lei nel quale l'ospite sfruttava lo spazio televisivo per lanciare un appello per poter riconquistare la persona amata. Grazie al successo ottenuto dalla trasmissione, la Flavi è diventata una delle personalità televisive più popolari di quel periodo, al punto di essere imitata dall'attrice comica Francesca Reggiani in varie trasmissioni satiriche ed inoltre ispirandosi al programma, scrisse pure un libro, Storie di amori e matrimoni, pubblicato nel 1992.
Sempre nel 1992 ha condotto su Rete 4, assieme a Fabio Testi, lo speciale di prima serata L'amore comincia a 40 anni... di Sentieri trasmissione dedicata ai quarant'anni televisivi della soap opera statunitense Sentieri. A seguito di un notevole calo di ascolti registrato tra l'autunno 1994 e l'inverno 1995, nella primavera 1995 Agenzia matrimoniale passò da Canale 5 a Rete 4 e poi, alla fine della stagione, fu cancellato dai palinsesti; scaduto il suo contratto, ha terminato così la sua esperienza lavorativa sulle reti del gruppo Mediaset passando alla Rai, conducendo Alle cinque della sera, un programma incentrato su temi di attualità e cronaca con la partecipazione del pubblico in studio ai vari dibattiti in onda nel tardo pomeriggio su Rai 3; la concorrenza interna con programmi simili contemporanei porta alla chiusura del programma alla fine della stagione. In seguito ha partecipato come ospite od opinionista a molti programmi di intrattenimento della Rai. Nel 1998 è apparsa in un breve cameo, nel ruolo di sé stessa, nel film Laura non c'è, diretto da Antonio Bonifacio.

### Anni 2000
Dal 2007 in poi conduce vari spazi all'interno del contenitore radiofonico notturno La mezzanotte di Radio 2 su Rai Radio 2, dove in passato aveva già condotto La notte dei peccati. Nella stagione televisiva 2009-2010 ha condotto su Rai 1 il sabato e la domenica mattina la rubrica Mi Manchi all'interno del programma Unomattina Weekend. Da alcuni anni cura una rubrica di posta del cuore per il settimanale di gossip Nuovo.

### Anni 2020
Nell'autunno 2022 partecipa come concorrente alla diciassettesima edizione del talent show Ballando con le stelle, condotto da Milly Carlucci, venendo eliminata nella seconda puntata.

## Programmi televisivi
- L'ora dei ragazzi (Quinta Rete, 1979-1981)
- Linea Verde (Rete 1, 1981; Rai 1, 1985)
- Tutti per Uno (Rete 1, 1981-1983)
- Direttissima con la tua antenna (Rete 1, 1982-1983)
- Tv1 Estate (Rai 1, 1984)
- Azzurro (Italia 1, 1986)
- Arcobaleno (Rai 2, 1987)
- Improvvisando (Rai 2, 1988)
- Il Piacere dell'estate (Rai 2, 1988)
- Agenzia matrimoniale (Canale 5, 1989-1995; Rete 4, 1995)
  - Ti amo... parliamone (Canale 5, 1990-1993)
- L'amore comincia a 40 anni... di Sentieri (Rete 4, 1992)
- Alle cinque della sera (Rai 3, 1995-1996)
- Unomattina Weekend (Rai 1, 2009-2010)
- Ballando con le stelle (Rai 1, 2022) concorrente

## Libri
- Storie di amori e matrimoni, Roma, Newton Compton Editori, 1992.